# IAAF Label Road Races 2011

Logo

Die IAAF Label Road Races 2011 waren Laufveranstaltungen, die von der IAAF für 2011 das Etikett Gold, Silber oder Bronze erhielten. 

## Gold
| auch Teil des World Marathon Majors |

| Datum  | Veranstaltung                                       | Distanz    | Sieger                     | Siegerin                 |
| ------ | --------------------------------------------------- | ---------- | -------------------------- | ------------------------ |
| 02.01. | Xiamen-Marathon Xiamen                              | 42,195 km  | Robert Kipkorir Kipchumba  | Amane Gobena             |
| 16.01. | Mumbai-Marathon Mumbai                              | 42,195 km  | Girma Assefa               | Koren Jelela             |
| 27.02. | Tokio-Marathon 2011 Tokio                           | 42,195 km  | Hailu Mekonnen             | Noriko Higuchi           |
| 27.02. | World’s Best 10K San Juan                           | 10 km      | Sammy Kirop Kitwara        | Sentayehu Ejigu          |
| 06.03. | Biwa-See-Marathon Ōtsu                              | 42,195 km  | Wilson Kipsang             | –                        |
| 20.03. | Seoul International Marathon Seoul                  | 42,195 km  | Abderrahim Goumri          | Robe Guta                |
| 20.03. | Rom-Marathon Rom                                    | 42,195 km  | Dickson Kiptolo Chumba     | Firehiwot Dado           |
| 20.03. | Lissabon-Halbmarathon Lissabon                      | 21,0975 km | Zersenay Tadese            | Aberu Kebede             |
| 02.04. | Prag-Halbmarathon Prag                              | 21,0975 km | Philemon Kimeli Limo       | Lydia Cheromei           |
| 10.04. | Paris-Marathon Paris                                | 42,195 km  | Benjamin Kolum Kiptoo      | Priscah Jeptoo           |
| 17.04. | London-Marathon 2011 London                         | 42,195 km  | Emmanuel Kipchirchir Mutai | Mary Jepkosgei Keitany   |
| 18.04. | Boston-Marathon 2011 Boston                         | 42,195 km  | Geoffrey Kiprono Mutai     | Caroline Cheptanui Kilel |
| 08.05. | Prag-Marathon Prag                                  | 42,195 km  | Benson Kipchumba Barus     | Lydia Cheromei           |
| 15.05. | Great Manchester Run Manchester                     | 10 km      | Haile Gebrselassie         | Helen Clitheroe          |
| 05.06. | World 10K Bangalore Bangalore                       | 10 km      | Philemon Kimeli Limo       | Dire Tune                |
| 31.07. | Bogotá-Halbmarathon Bogotá                          | 21,0975 km | Geoffrey Kiprono Mutai     | Joyce Chepkirui          |
| 18.09. | Great North Run Newcastle upon Tyne – South Shields | 10 km      | Martin Irungu Mathathi     | Lucy Wangui Kabuu        |
| 25.09. | Berlin-Marathon 2011 Berlin                         | 42,195 km  | Patrick Makau Musyoki      | Florence Jebet Kiplagat  |
| 25.09. | Portugal-Halbmarathon Lissabon                      | 21,0975 km | Silas Kipngetich Sang      | Mary Jepkosgei Keitany   |
| 09.10. | Chicago-Marathon 2011 Chicago                       | 42,195 km  | Moses Cheruiyot Mosop      | Ejegayehu Dibaba         |
| 16.10. | Peking-Marathon Peking                              | 42,195 km  | Francis Kiprop             | Wei Xiaojie              |
| 30.10. | Great South Run Portsmouth                          | 10 Meilen  | Leonard Patrick Komon      | Aselefech Mergia         |
| 30.10. | Frankfurt-Marathon Frankfurt am Main                | 42,195 km  | Wilson Kipsang             | Mamitu Daska             |
| 06.11. | New-York-City-Marathon 2011 New York City           | 42,195 km  | Geoffrey Kiprono Mutai     | Firehiwot Dado           |
| 27.11. | Delhi-Halbmarathon Neu-Delhi                        | 21,0975 km | Lelisa Desisa              | Lucy Wangui Kabuu        |
| 04.12. | Fukuoka-Marathon Fukuoka                            | 42,195 km  | Josphat Muchiri Ndambiri   | –                        |

## Silber
| Datum  | Veranstaltung                            | Distanz    | Sieger                                                 | Siegerin                                               |
| ------ | ---------------------------------------- | ---------- | ------------------------------------------------------ | ------------------------------------------------------ |
| 30.01. | Osaka Women’s Marathon Osaka             | 42,195 km  | –                                                      | Yukiko Akaba                                           |
| 06.02. | Beppu-Ōita-Marathon Ōita                 | 42,195 km  | Ahmed Baday                                            | Chiyuki Mochizuki                                      |
| 06.02. | Kagawa-Marugame-Halbmarathon Marugame    | 21,0975 km | Samuel Ndungu Wanjiku                                  | Kayoko Fukushi                                         |
| 18.02. | RAK-Halbmarathon Ra’s al-Chaima          | 21,0975 km | Deriba Merga                                           | Mary Jepkosgei Keitany                                 |
| 20.02. | Yokohama-Marathon Yokohama               | 42,195 km  | –                                                      | Yoshimi Ozaki                                          |
| 13.03. | Nagoya-Marathon Nagoya                   | 42,195 km  | abgesagt aufgrund der Folgen des Tōhoku-Erdbebens 2011 | abgesagt aufgrund der Folgen des Tōhoku-Erdbebens 2011 |
| 10.04. | Rotterdam-Marathon Rotterdam             | 42,195 km  | Wilson Kwambai Chebet                                  | Philes Moora Ongori                                    |
| 17.04. | Madrid-Marathon Madrid                   | 42,195 km  | Moses Kimeli Arusei                                    | Desta Girma                                            |
| 24.04. | Yangzhou-Jianzhen-Halbmarathon Yangzhou  | 21,0975 km | Deriba Merga                                           | Mare Dibaba                                            |
| 28.05. | Ottawa 10K Ottawa                        | 10 km      | Deriba Merga                                           | Dire Tune                                              |
| 29.05. | Ottawa-Marathon Ottawa                   | 42,195 km  | Laban Moiben                                           | Kebebush Haile                                         |
| 04.06. | Freihofer’s Run for Women Albany         | 5 km       | –                                                      | Mamitu Daska                                           |
| 10.09. | Grand Prix von Prag Prag                 | 10 km      | Philemon Kimeli Limo                                   | –                                                      |
| 16.10. | Toronto Waterfront Marathon Toronto      | 42,195 km  | Kenneth Mburu Mungara                                  | Koren Jelela                                           |
| 16.10. | Dam tot Damloop Amsterdam                | 10 Meilen  | Leonard Patrick Komon                                  | Priscah Jepleting Cherono                              |
| 16.10. | Istanbul-Marathon Istanbul               | 42,195 km  | Vincent Kiplagat Kiptoo                                | Alemitu Abera                                          |
| 16.10. | Gyeongju International Marathon Gyeongju | 42,195 km  | Wilson Loyanae Ekupe                                   | Lim Kyung-hee                                          |
| 23.10. | Chuncheon-Marathon Chuncheon             | 42,195 km  | Stanley Kipleting Biwott                               | Oh Jung-hee                                            |
| 23.10. | Venedig-Marathon Venedig                 | 42,195 km  | Tadese Tolesa                                          | Helena Loshanyang Kirop                                |
| 30.10. | Marseille – Cassis Marseille             | 20,308 km  | Atsedu Tsegay                                          | Lydia Cheromei                                         |
| 06.11. | JoongAng Seoul Marathon Seoul            | 42,195 km  | James Kipsang Kwambai                                  | Choi Kyung-hee                                         |
| 13.11. | Turin-Marathon Turin                     | 42,195 km  | Abdelaziz Ennaji El Idrissi                            | Julija Ruban                                           |
| 20.11. | Yokohama-Marathon Yokohama               | 42,195 km  | –                                                      | Ryōko Kizaki                                           |
| 04.12. | Singapur-Marathon Singapur               | 42,195 km  | Charles Mwai Kanyao                                    | Irene Jerotich Kosgei                                  |
| 31.12. | San Silvestre Vallecana Madrid           | 10 km      | Hagos Gebrhiwet                                        | Tirunesh Dibaba                                        |

## Bronze
| Datum  | Veranstaltung                                          | Distanz    | Sieger                | Siegerin           |
| ------ | ------------------------------------------------------ | ---------- | --------------------- | ------------------ |
| 10.04. | Pjöngjang-Marathon Pjöngjang                           | 42,195 km  | Oleg Marussin         | Ro Un-ok           |
| 10.04. | Great Ireland Run Dublin                               | 10 km      | Jesús España          | Charlotte Purdue   |
| 10.04. | Alexander-der-Große-Marathon Thessaloniki              | 42,195 km  | Peter Kipyator Biwott | Sisay Measo        |
| 08.05. | Düsseldorf-Marathon Düsseldorf                         | 42,195 km  | Nahashon Kimaiyo      | Merima Mohammed    |
| 25.06. | Corrida de Langueux Langueux                           | 10 km      | Atsedu Tsegay         | Meriem Wangari     |
| 11.09. | Auray – Vannes Auray Vannes                            | 21,0975 km | Evans Kosgei          | Rose Chelimo       |
| 25.09. | Singelloop Utrecht Utrecht                             | 10 km      | Philip Kiprono Langat | Winnie Jepkemoi    |
| 09.10. | 20 km von Paris Paris                                  | 20 km      | John Nzau Mwangangi   | Sarah Chepchirchir |
| 16.10. | Reims-Marathon Reims                                   | 42,195 km  | Demssew Tsega         | Julia Mumbi Muraga |
| 20.11. | Zevenheuvelenloop Nijmegen                             | 15 km      | Haile Gebrselassie    | Waganesh Mekasha   |
| 20.11. | Boulogne-Billancourt-Halbmarathon Boulogne-Billancourt | 21,0975 km | Sentayehu Merga       | Goitetom Haftu     |
| 27.11. | La-Rochelle-Marathon La Rochelle                       | 42,195 km  | John Kipkorir Komen   | Ture Chaltu        |
| 27.11. | Florenz-Marathon Florenz                               | 42,195 km  | Birhanu Bekele        | Asha Gigi          |
| 27.11. | Beirut-Marathon Beirut                                 | 42,195 km  | Tariku Jufar          | Seada Kedir        |